# Петър Шанданов
Петър (Перо) Димов Шанданов с псевдоними Пламенов, Планински, Рибаров, Народов, Фанков и Трайко е български офицер и революционер, деец на Вътрешната македоно-одринска революционна организация и Вътрешната македонска революционна организация, запасен член на Централния комитет на Организацията. След смъртта на генерал Протогеров през 1928 година поема ръководството на Протогеровисткото крило, което от 1930 година стават по-известни като Шандановисти.

## Биография

### Ранни години
Шанданов е роден на 4 юли 1895 година в град Охрид, който тогава е в Османската империя, в семейството на Фанка и Димо Шанданови. Произхожда от бедно семейство, препитаващо се с риболов. Завършва основно образование в българското трикласно училище Охрид, а след това завършва и Битолската българска гимназия, където се присъединява към ВМОРО, като първоначално е куриер, а от пролетта на 1912 година заклет член на Организацията. Там изпълнява поръчения на градския революционен комитет, а след половин година става нелегаен и е секретар на четата на Георги Чуранов, с която участва в Балканската война като доброволец в Македоно-одринското опълчение и се сражава в Трета отделна партизанска рота и Сборната партизанска рота. Награден е с орден „За храброст“ IV степен. В 1913 година участва в Охридско-Дебърското въстание, след което е заловен и съден от сръбски съд. Освободен е, след което през Албания се установява в България. В 1914 година постъпва във Военното училище в София, което завършва в 1916 година. Участва в Първата световна война като офицерски кандидат в Пети полк на Единадесета дивизия.

### Във ВМРО
След края на войната се присъединява към Военния съюз. Служи в Неврокоп, като ротен командир в Бургас, а след това в Русенския гарнизон, където се сближава с Найден Киров и Александър Атанасов Шески, които го привличат към комунистическите идеи. През 1921 година напуска военна служба и се записва да следва право в Софийския университет. Там поддържа контакти с представители на всички крила на македонското освободително дело, но все пак клони към ВМРО. В края на годината е администратор на вестник „Македония“, а през пролетта на 1922 година влиза в Македония като войвода на чета заедно с Илия Кушев. Край Патетино през юни четите на Кушев, Шанданов и Лазар Дивлянец са предадени и в сражението Шанданов е ранен тежко, след което е пренесен в България за лечение. Там прави опит да помири двете крила на македонската емиграция.
В 1922 година заминава за Виена, оттам за Италия и накрая пристига в Албания, където работи по организацията на Битолския революционен окръг, като така е сред главните организаторите на базата на организацията в Албания. Същевременно е връзка с члена от ЦК на ВМРО Петър Чаулев, който в това време се намира в Тирана. През май 1923 година влиза с четниците Али Ибраимов (помак), Наум Йосифов, Г. Мукев и Никола Гушлев, но след раздор четата се разпада и Шанданов се връща в Албания. Скоро след това преминава в Ресенска околия, където се провеждат общински избори, а по-късно посреща Александър Протогеров, Георги Попхристов, Васил Пундев и други дейци на ВМРО. Секретар е на Битолския окръжен конгрес от 1923 година, който го избира за член на окръжното тяло заедно с Георги Попхристов и Алексо Стефанов. След това в Корча заедно с Протогеров се срещат с албанските министри Пандели Вангели и Сенфи Вламаси, с които преговарят за съвместни действия. В края на 1923 година заминава отново за Италия, а в началото на 1924 година пристига в България, като гласно изразява несъгласието си с участието на ВМРО в Деветоюнския преврат и потушаването на Септемврийското въстание. През 1924 година се среща със Зия Дибра и разговарят за сътрудничеството между ВМРО и Албания, по-късно във Виена увещава Петър Чаулев, Димитър Влахов и Соломон Голдщайн – Черски да забавят публикуването на Майския манифест.
След убийството на Тодор Александров Шанданов е сред основните организатори и изпълнители на убийствата в Горноджумайската наказателна акция през септември 1924 година, като заедно с Кирил Дрангов убива Алеко Василев. Обявява се срещу част от убийствата на леви дейци на емиграцията, заради което назрява конфликта между него и Иван Михайлов. На последвалите преговори между ръководните кадри в организацията е предложен за първи запасен член на ЦК на ВМРО, което според опонентите му е причина за много тежка лична обида към негова страна. На Шестия конгрес на ВМРО позицията му на запасен член на Централния комитет се потвърждава, но с редица от изказванията си провокира и критикува организацията. След убийствата на Панчо Михайлов, Евтим Цеков и комуниста Димитър Аврамов Петър Шанданов влиза в открит конфликт с Иван Михайлов. След това предприема едно пътуване през Италия и Албания, след което да направи опит да се прехвърли в Западна Македония, но е заловен от албанските власти и отпратен. Заедно с Георги Попхристов провокират срещи между ЗП на ВМРО и Андрей Ляпчев и Иван Вълков, на които критикуват правителството за влошените отношения с Албания. В средата на 1927 година отново заминава за Албания, а след това пътува в Италия и Австрия по организационни дела. В първите месеци на 1928 година участва в преговорите между ръководството на ВМРО по свикването на нов конгрес. Влиза в комисия заедно с Кирил Пърличев и Мишо Шкартов, чиято цел е да изглади задълбочилите се различия между Иван Михайлов и останалото ръководство на ВМРО. При убийството на Александър Протогеров на 7 юли 1928 година Петър Шанданов се намира в Свиленград, но още на 8 юли се прибира в София и участва в разговори с членът на ЦК Георги Попхристов и представителите на ЗП на ВМРО, след което приема да замести убития Протогеров в централния комитет.

### Начело на ВМРО (Протогеровисти)
След като влизането му в ЦК на ВМРО е официално оповестено в комюнике на ЗП на ВМРО, Петър Шанданов заедно с другия член на ЦК Георги Попхристов излизат с декларация, в която осъждат самоволните действия на Иван Михайлов и започват подготовка за свикване на нов организационен конгрес. Заедно те започват политически и обществени сондажи, като в кратко време разбират, че Иван Михайлов има подкрепата на правителството и македонските емигрантски организации. На съвещание от 20 юли 1928 година Мишо Шкартов, Георги Попхристов, Петър Шанданов, членовете на ЗП на ВМРО, приближени до тях войводи, четници и терористи решават да направят опит да превземат базата на Иван Михайлов в Пиринска Македония. На 23 юли Петър Шанданов и Мишо Шкартов посрещат четите на Борис Изворски, Пандо Струмишки, Лазар Христов, Георги Гевгелийски и Димитър Димашев в Белово, след което четите са изпратени на юг. Четите са разбити при Юндола на 25 юли, а втора подобна акция от оцелелите четници е разбита при Обидим на 20 август.
През ноември 1928 година ръководителите на македонски бежански организации Константин Станишев (СМЕО), Д. Иванов (Илинденска организация), Петър Г. Ацев (Македонски младежки съюз), Георги Николов (дружество „Вардар“) и Иван Каранджулов (Македонска парламентарна група) излизат с писмо до Шанданов, Георги Попхристов и другите около тях да се оттеглят от ВМРО, вместо това Шанданов и Георги Попхристов заминават за Цариград, прикривайки престоя си там със слухове, че са във вътрешността на Македония. Шанданов се ориентира към сближаване с комунистическата ВМРО (обединена). Още през есента на 1928 година Мишо Шкартов свързва Петър Шанданов с Васил Антонов от Парижката група. През февруари 1929 година, по време на обиколката на Протогеровистите в Западна Европа за пропаганда и набиране на средства за крилото им, Шанданов се среща с Никола Разлогов и с Юрдан Анастасов и Димитър Влахов. За тези срещи е информиран само членът на ЦК Георги Попхристов, докато задграничния представител Георги Баждаров е държан в ниведение. През лятото на 1929 година Петър Шанданов започва подготовка за масова акция в Западна Македония. Финансирани от Италия няколко чети се насочват към Охридско, Битолско, Преспанско, Леринско, Воденско и Костурско. Предвиденият конгрес в Смилево се проваля, заради разкриването на четите, като до есента на същата година те се изтеглят от Македония, а самият Шанданов през декември вече се прибира в България. През 1930 година Петър Шанданов тласка ВМРО (протогеровисти) все по-близо до ВМРО (обединена), след като в кратки срокове са убити Георги Баждаров, Васил Пундев, Наум Томалевски и други от дейните активисти на протогеровисткото крило. Самият Шанданов се обгражда от хора като Пецо Трайков, Кръстан Поптодоров, Лев Главинчев и Григор Петков, след като Георги Попхристов и Кирил Пърличев са заставени да се откажат от революционното дело. В 1930 година в Париж се запознава с Г. М. Димитров, Коста Тодоров и Александър Оббов. В 1931 година Шанданов заминава за Берлин, където се среща със секретаря на Балканската комунистическа федерация Георги Димитров. През юли 1931 година на свикания от него протогеровистки конгрес на ВМРО е избран за член на Централния комитет, а две седмици по-късно преживява атентат срещу себе си и минава в дълбока нелегалност. През това време се занимава основно със списването на вестник „Революционен лист“. В Париж се среща със сръбския агент и негов братовчед К. С. Шантич-Шандан, който издава седмичника „Ле Балкан“. През есента на 1931 година Шанданов влиза в югославски и проюгославски кръгове, свързва се с югославското разузнаване чрез сръбския офицер Таса Динич, което занапред го субсидира. Започва да получава пари от американски и английски фондове чрез д-р Г. М. Димитров, както и е в близки отношения с представители на ПК Звено и тези на Дамян Велчев. В края на 1932 година Шанданов започва да пропагандира идеята за решаване на Македонския въпрос чрез Югославска федерация, заради което в средата на 1933 година крилото му е силно критикувано от страна на ВМРО (обединена). Предизвестен е за извършването на Деветнадесетомайския преврат през 1934 година, след което подпомага властта. През юни 1934 година ВМРО (Протогеровисти) излиза с декларация за саморазпускането на централния ѝ комитет. След падането от власт на правителството на Кимон Георгиев Петър Шанданов започва да бъде следен, а също е многократно интерниран – в Карлово (откъдето бяга през януари 1934), в Разград (1935 – 1936), Пловдив (1936 – 1938), Долна баня (1938 – 1939), впоследствие на 07.02.1939 год. е освободен  и в Гонда вода (началото на 1941 година). В 1936 година е свидетел на защитата на Процеса срещу ВМРО (обединена) по молба на Върбан Ангелов.

### Последни години
През август 1939 година е мобилизиран като запасен офицер на турската граница в 11 пехотен сливенски полк за два месеца. През 1940 година заедно с Павел Шатев изпращат меморандум до СССР, която да покровителства разрешаването на Македонския въпрос. В началото на 1941 година се среща с американския пратеник Доналд Даунс, с който разговарят за положението в Македония. В лагера Гонда вода се запознава с видни дейци на опозицията. Въпреки че по-рано с него търсят връзки разузнаванията на Великобритания и САЩ за организиране на въоръжена съпротива в България на тяхна страна. През 1943 година е мобилизиран и се намира в Гюмюрджина. Окончателно се ориентира към левицата в началото на Втората световна война и участва в комунистическото партизанско движение в България във Втора Пловдивска въстаническа оперативна зона при Боян Българанов. В началото на 1944 година участва в инсталирането на нелегална радиостанция в асеновградското село Тополево.
След Деветосептемврийския преврат от 1944 година подписва в София „Апела към македонците в България“ и влиза във Временното македонско представителство в Македонския научен институт заедно със Стефан Нанов и Георги Деспотов. Влиза във Вардарска Македония в края на 1944 година в тила на Народоосвободителната бригада „Гоце Делчев“, в Прилеп подписва декларация към македонския народ, а след освобождението на Скопие се прехвърля там. Делегат е в учредителния конгрес на НОФ (Народно освободителен фронт). Включва се в АСНОМ и става член на Президиума на Народното събрание на Народна Република Македония. По настояване на скопските ръководители се връща обратно в България за да бъда връзка между тях и българското правителство. На конгрес на Временното представителство на националния комитет на Съюза на македонските емигрантски организации от 4 – 5 февруари 1945 година е включен в ръководството. След това се сближава с Никола Петков, критикува политиката на ОФ по редица въпроси, заради което отново влиза в полезрението на Държавна сигурност. На заседание на МНИ от 30 юни 1947 година заедно с Ангел Томов, Христо Ампов и Юрдан Анастасов е против саморазпускането на института. По това време е назначен на работа в състава на Югославското търговско представителство в София, и остава там до неговото отзоваване при разрива между двете държави в края на 40-те години.
Изпада в немилост и в началото на 50-те години като е заподозрян за английски и югославски шпионаж, като е затворен в лагера Белене, където престоява няколко години. След промяната на българската политика по Македонския въпрос в началото на 60-те години на XX век е реабилитиран и е обявен за активен борец. През 1964 година е награден с орден „9 септември 1944“. Пенсионира се като библиотекар в БАН. Пише лични спомени за периода 1908 – 1950 година, като частично са издадени през 2002 година в Република Македония и цялостно в България през 2010 година. Шанданов умира в 1971 година в София.